# Bernhard Rode
Christian Bernhard Rode (Berlijn, 25 juli 1725 – aldaar, 28 juni 1797) was een Pruisisch kunstschilder en graveur, die met name bekend is om zijn historische en allegorische werken. Hij verkeerde veel in de kringen van de Berlijnse Verlichting. Zijn werken vertonen veel invloeden van de filosofische en politieke discussies waaraan hij deelnam. Rode was directeur van de Berlijnse kunstacademie van 1783 tot zijn dood in 1797.

## Biografie
Bernhard Rode was de zoon van de goudsmid Christian Bernhard Rode en diens vrouw, Anna Sophie. Hij was de broer van de kopergraveur Johann Heinrich Rode en de beeldhouwer Philipp Rode. Rode ontving een artistieke opleiding van zijn vader en de schilder N. Müller. Vervolgens volgde hij een opleiding van vier jaar in het atelier van de hofschilder Antoine Pesne, die hem onder andere het portretschilderen bijbracht. Dankzij een levenslang jaargeld was Rode financieel onafhankelijk. Hierdoor was hij in staat technieken en thema's te verkennen zonder bemoeienis van een patroon.

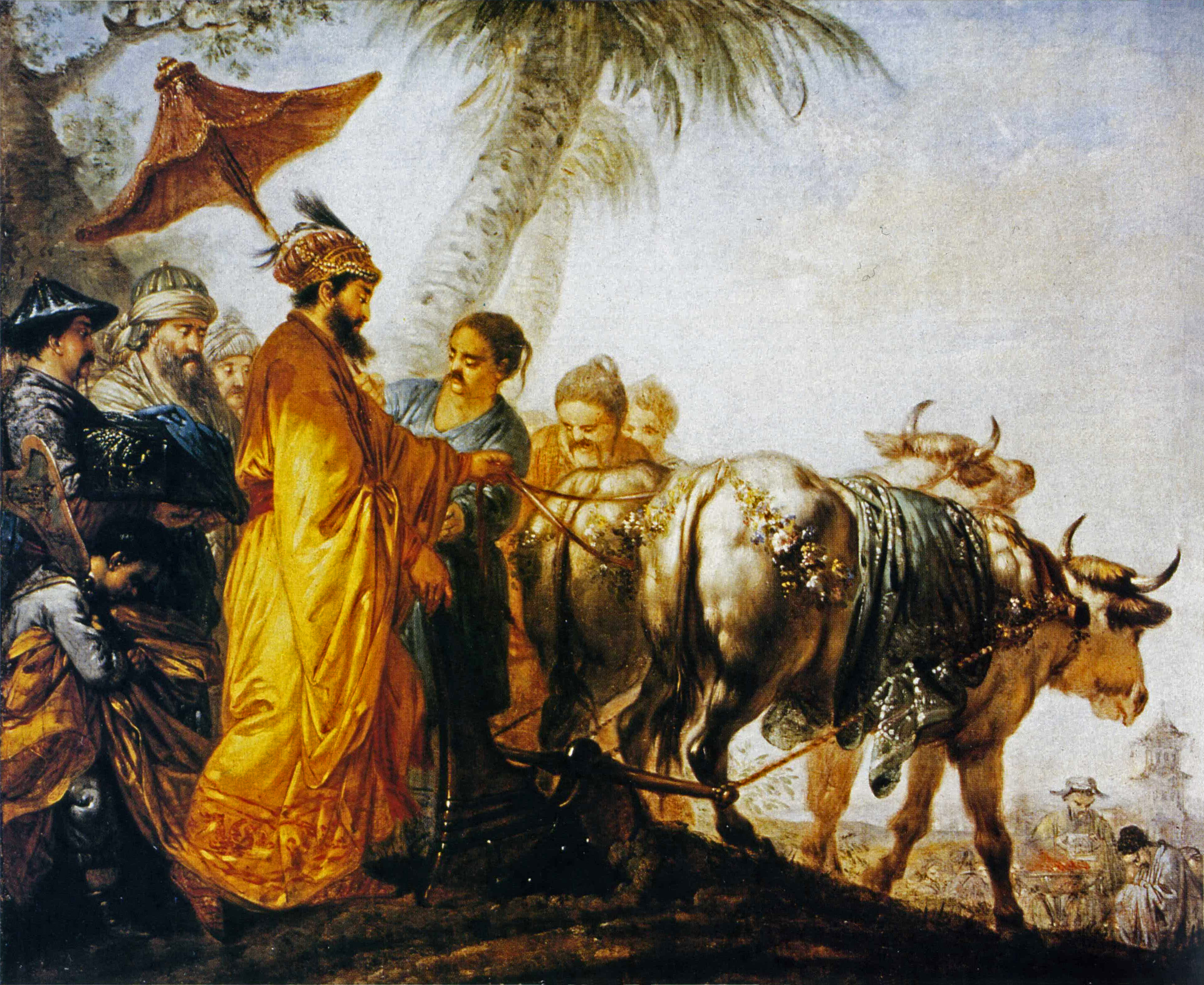
De keizer van China maakt de eerste vore ter ere van de landbouw (ca. 1770). Dit werk behoort tot de eerste zeldzame pogingen om Chinese stijlen te assimileren in de westerse kunst.

In 1748 begon Rode een studiereis van enkele jaren. In deze periode bracht hij achttien maanden door in het ateliers van Jean Restout en Charles André van Loo. Ook maakte hij kennis met Jean-Baptiste Deshayes. In navolging van deze Franse schilder begon Rode zich toe te leggen op historische schilderijen. Hij bestudeerde de oude meesters in Wenen en Rome, waarop hij in 1755 of 1756 naar Berlijn terugkeerde. Hier trouwde hij met Sophie Luise en volgde hij een opleiding aan de Berlijnse kunstacademie. Veel van zijn altaarwerken doneerde hij aan kerken in Berlijn, zoals het altaarstuk in de Marienkirche.
In 1783 volgde Rode Blaise Nicholas Le Sueur op als directeur van de kunstacademie in Berlijn. Hij kreeg deze aanstelling met de hulp van zijn vriend Daniel Chodowiecki, die ook aan de academie verbonden was. Twee jaar later kreeg Rode last van zijn gezondheid. Hij bleef echter als schilder actief tot zijn dood in 1797.
- Bibliothèque nationale de France: cb14955763b (data)
- Gemeinsame Normdatei: 11896710X
- International Standard Name Identifier: 0000 0001 2133 7225
- KulturNav: aaaebb35-bbf7-4905-8ec4-4e6122c8f389
- Library of Congress Control Number: n88666432
- National Gallery of Victoria: 5289
- Nationale Bibliotheek van Tsjechië: mzk2010574947
- RKD-Nederlands Instituut voor Kunstgeschiedenis: 67491
- Système universitaire de documentation: 148938299
- Museum of New Zealand Te Papa Tongarewa: 33431
- Union List of Artist Names: 500027314
- Virtual International Authority File: 54417041
- WorldCat: E39PBJjXjTvRjMqkfmW4QDhWDq